# Souvenirs (film 1920)
Souvenirs è un cortometraggio muto del 1920 diretto da W.P. Kellino. Il film aveva come interpreti Cyril Smith e Nita Russell, nel ruolo di una coppia di marito e moglie.

## Produzione
Il film fu prodotto per la serie Will o' Wisp Comedies dalla Gaumont British Picture Corporation.

## Distribuzione
Distribuito dalla Gaumont British Distributors, il film - un cortometraggio in una bobina - uscì nelle sale cinematografiche britanniche nel marzo 1920.